# Sankt Franciskus kloster och kyrka, Split
Sankt Franciskus kloster och kyrka (kroatiska: Samostan i crkva svetog Frane) är ett romersk-katolskt kloster och klosterkyrka i Split i Kroatien. Den är belägen vid Franjo Tuđmans torg, i hamnpromenadens västra ände och söder om Prokurative i stadens centrala delar. Det nuvarande byggnadskomplexet bestående av ett kloster och klosterkyrka uppfördes ursprungligen på 1200-talet men har sedan dess om- och tillbyggts flera gånger. Dess nuvarande utseende som bär stildrag från gotiken, renässansensen och barocken härrör från den större rekonstruktionen i slutet av 1800-talet.  

## Historik
Sankt Franciskus kloster och kyrka uppfördes på platsen för en tidig kristen kyrka uppförd på 400–500-talet. Den tidiga kyrkan var tillägnad sankt Felix, enligt traditionen en kristen från Salona som led martyrdöden under Diocletianus regeringstid. Enligt ärkediakonen Thomas (1200–1268), en lokal krönikör, rekonstruerades den ursprungliga kyrkan på 1000-talet.
När franciskanorden i början på 1200-talet anlände till Split uppförde de en ny kyrka och kloster i vad som då var stadens utkanter. Det nya kyrkan och klostret ersatte då den tidigare kyrkan.

## Interiör och exteriör
I den enskeppiga kyrkan som har smeknamnet "det kroatiska folkets lilla Pantheon" finns sakral konst från romartiden bestående av en sarkofag vars dekoration visar korsningen av Röda havet. Utöver huvudaltaret från början av 1900-talet finns fyra sidoaltare som pryds av altardukar målade av framträdande konstnärer. Vid huvudaltaret finns relikerna efter sankt Felix. Till ett av de mer värdefulla föremålen i kyrkan hör ett krucifix tillverkat av Blaž Jurjev Trogiranin på 1400-talet. Flera framträdande personer, däribland krönikören och ärkediakonen Thomas (1200–1268), författaren Marko Marulić (1450–1524), kompositören Ivan Lukačić (1587–1648), poeten Jeronim Kavanjin (1643–1714) och politikern Ante Trumbić (1864–1938), är begravda i kyrkan.
Klostret är uppfört i enkel stil och har en veranda med gotiska kolumner som var och en är unik i sitt utförande. I klostrets mitt finns en brunn.       

### Fotnoter
1. 1 2 3 4 5 6  Split.hr Arkiverad 24 september 2015 hämtat från the Wayback Machine. - Staden Splits officiella webbplats (engelska)
2. 1 2 3 4 5 6  Sankt Franciskus kloster och kyrka Arkiverad 23 juni 2015 hämtat från the Wayback Machine. (kroatiska)
3. ↑  Croatia-split.com Arkiverad 23 juni 2015 hämtat från the Wayback Machine. (engelska)